# Mercury (Eight)
Der Mercury (inoffiziell zur Unterscheidung von anderen Modellen später auch Mercury Eight genannt) war der erste Pkw, den Mercury, eine Marke der Ford Motor Company, fertigte. Er wurde von 1939 bis 1942 und von 1946 bis 1951 gebaut.

## Serien 99A und 09A (1939–1940)
Der erste Mercury war vom Ford desselben Baujahres abgeleitet. Mit ihm teilte er sich auch den Antrieb, einen seitengesteuerten V8-Motor mit 3622 cm³ Hubraum, der 95 bhp (70 kW) leistete. Der neue Wagen kostete um 1000,-- US-$, deutlich mehr als der entsprechende Ford, aber auch deutlich weniger als der Lincoln-Zephyr, von dem er das Styling übernahm. Es gab ein 2-türiges Cabriolet, ein 2-türiges Coupé und Limousinen mit 2 oder 4 Türen.
1940 wurde das Modell unverändert weitergebaut, lediglich ein Cabriolet auf Basis der zweitürigen Limousine kam dazu.
In den ersten beiden Jahren entstanden ca. 150.000 Mercurys.

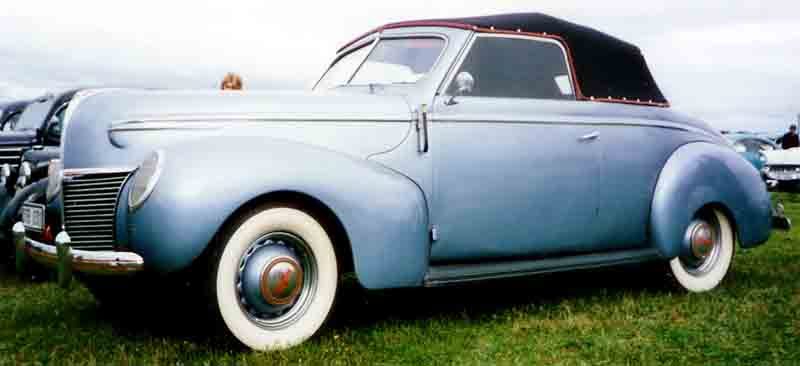
Mercury Serie 99A

## Serien 19A und 29A (1941–1942)
1941 wurde der Mercury überarbeitet. Sein Radstand wuchs von 116" (2946 mm) auf 118" (2997 mm). Somit nahm auch die Länge des Wagens zu und die vorderen Kotflügel wurden eckiger. Der Kühlergrill, bestehend aus 13 horizontalen Chromstäben, erstreckte sich über die gesamte Wagenbreite. Neben dem Coupé mit 5 Sitzen gab es ein einfaches, zweisitziges Business-Coupé und ein Luxuscoupé mit 6 Sitzen. Neu war auch ein Kombi, der als „Woody“ mit Holzverkleidungen an den Fahrzeugseiten ausgeführt war und 3 Türen besaß. Technisch änderte sich wenig gegenüber dem Vorgängermodell.
In den ersten Monaten des Jahres 1942 wurde dieser Wagen ohne große Änderungen weitergebaut, lediglich die Front war noch etwas wuchtiger geraten.
1941/42 wurden ca. 84.000 Mercurys gebaut, bis die Produktion im Februar 1942 kriegsbedingt eingestellt werden musste.

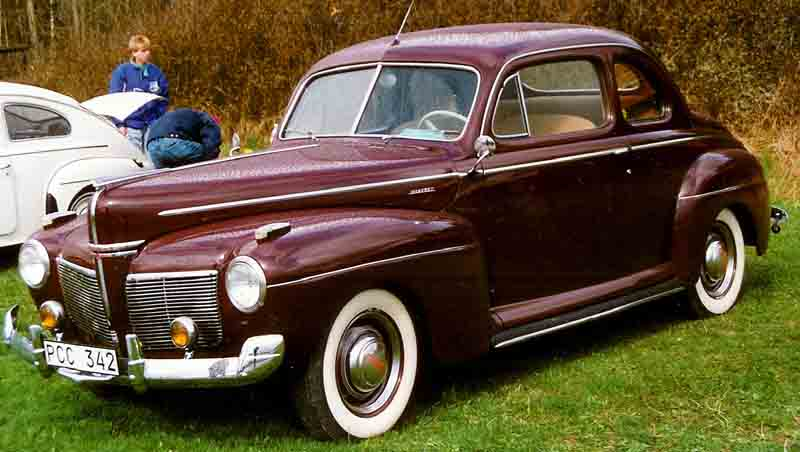
Mercury Serie 19A

## Serien 69M, 79M und 89M (1946–1948)
Nach dem Zweiten Weltkrieg wurde die Produktion mit dem Vorkriegsmodell wieder aufgenommen. Der Radstand betrug allerdings, wie beim ersten Modell, wieder 116". Der seitengesteuerte V8-Motor hatte nun 3923 cm³ Hubraum und leistete 100 bhp (74 kW) bei 3800/min. Im oberen Teil des Kühlergrills waren die horizontalen Chromstäbe einer Reihe vertikaler Stäbe gewichen, was den für die Zeit typischen „Rainfall“-Kühlergrill ergab. Alle 1942 gefertigten Karosserievarianten wurden übernommen, der Kombi hatte aber fünf anstatt nur drei Türen.
1947 gab es fast keine Änderungen, lediglich der Rahmen um den Kühlergrill war nun ebenfalls verchromt. Cabriolet und Kombi wurden mit Ledersitzen ausgeliefert, während die anderen Modelle mit Stoffsitzen bestückt waren. Das Business-Coupé fiel ebenso weg wie die zweite Cabriolet-Variante.
1948 wurde das 1947er-Modell einfach unter anderer Modellnummer weitergebaut. Allerdings gab es nur noch vier verschiedene Aufbauten: ein 2-türiges Cabriolet, ein 2-türiges Coupé, eine 4-türige Limousine und einen 5-türigen Kombi.
In den ersten drei Nachkriegsjahren entstanden 207.586 Fahrzeuge.

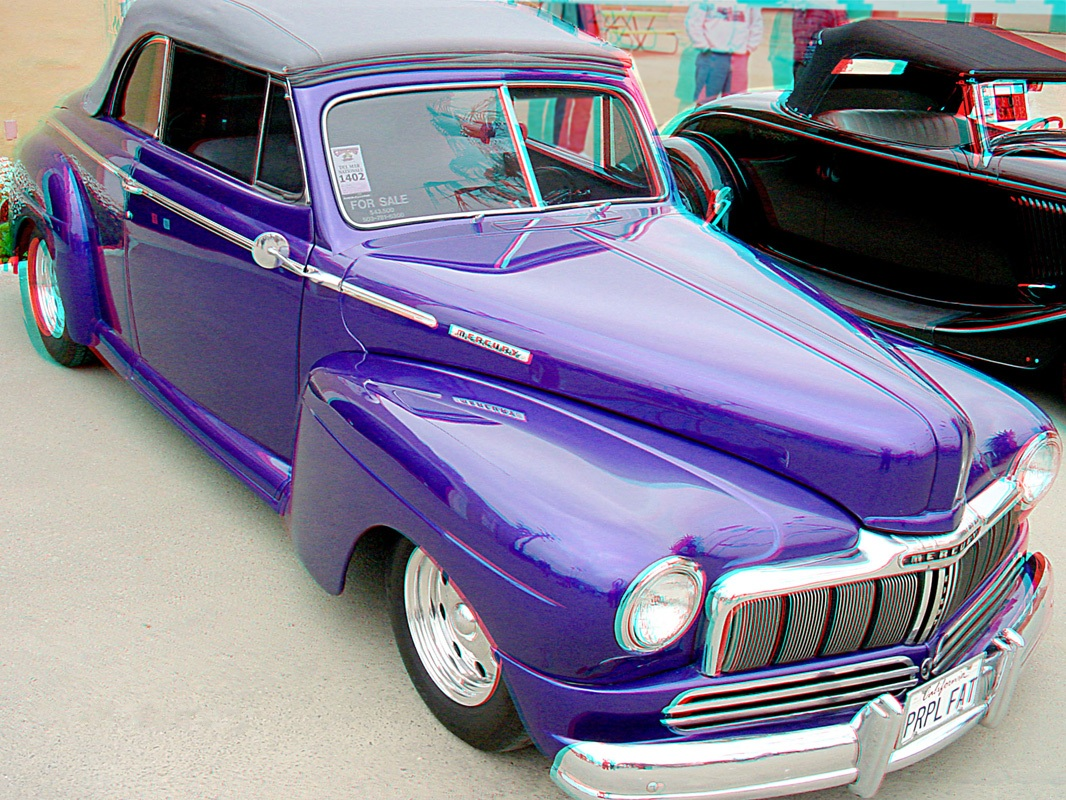
Mercury Serie 89M
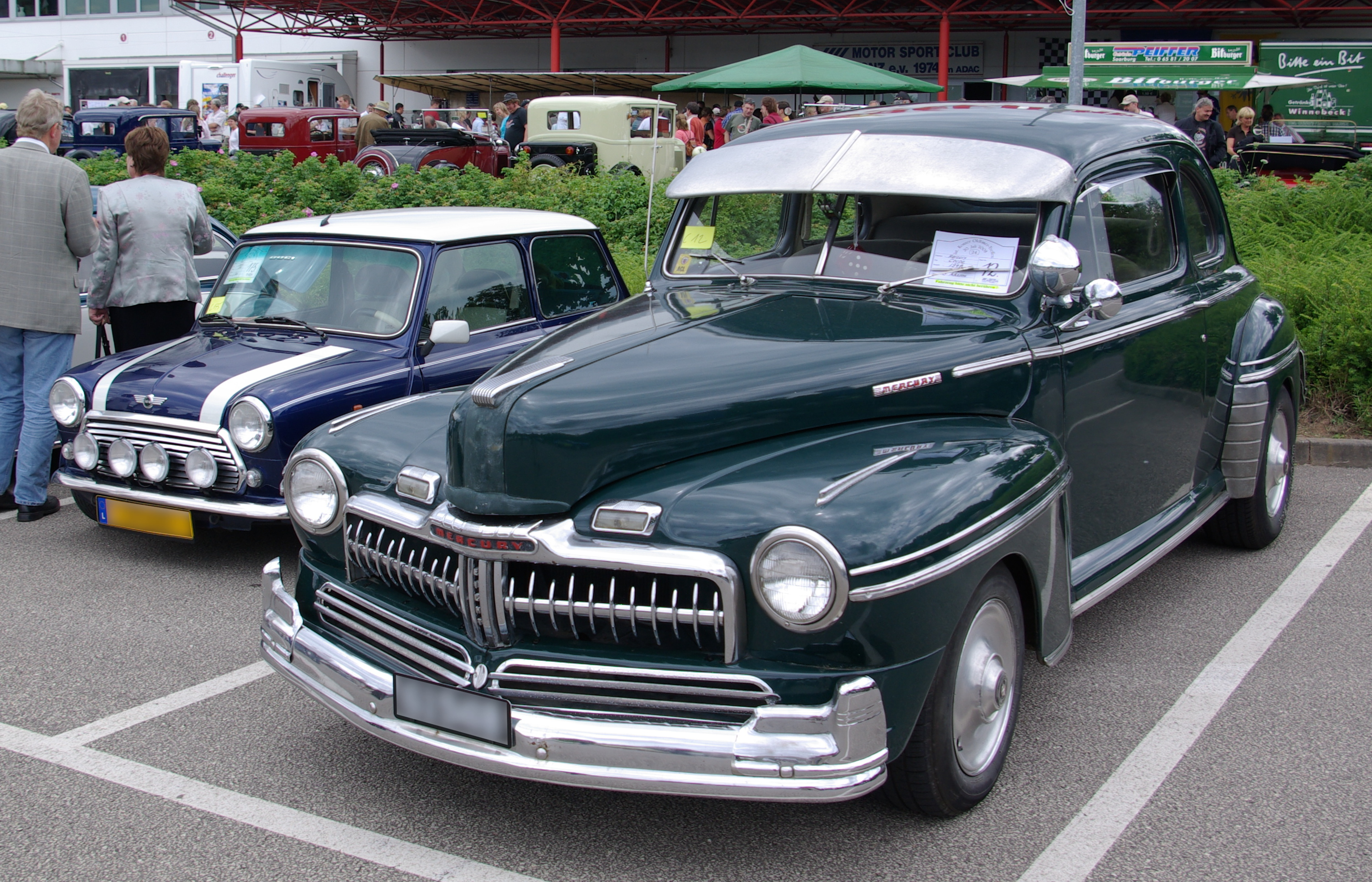
Coupé Baujahr 1948
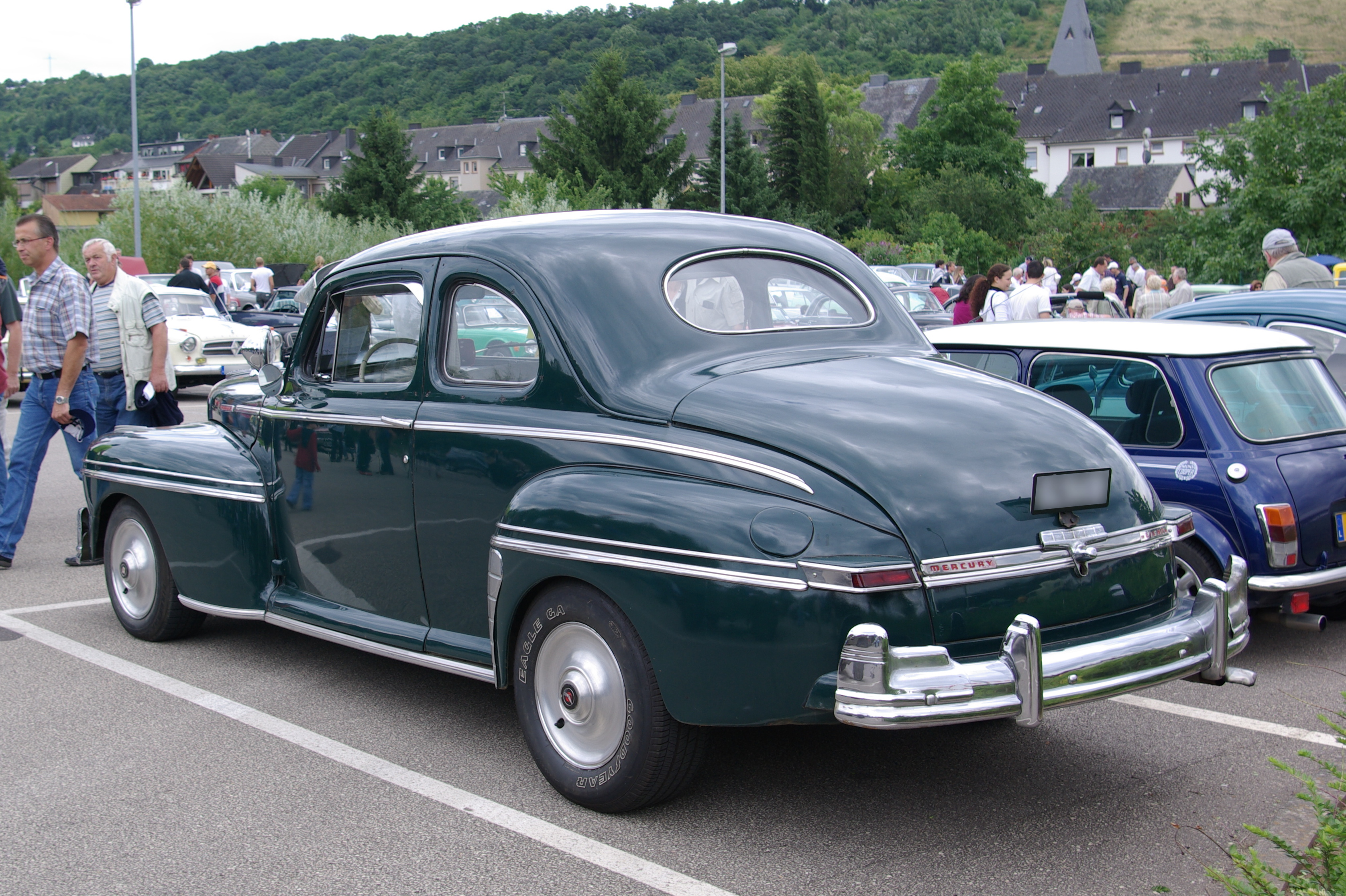
Coupé Baujahr 1948

## Serien 9CM, 0CM und 1CM (1949–1951)
Bereits im April 1948 wurde die erste Nachkriegs-Neukonstruktion als Modell 9CM (1949) eingeführt. Der Wagen war deutlich glattflächiger als der Vorgänger; die Kotflügel waren in den Wagenkörper integriert und die Motorhaube war sanft geschwungen. Der V8-Motor hatte an Hubraum und Leistung gewonnen, aus 4185 cm³ schöpfte der 110 bhp (82 kW) bei 3600/min. Der Kombi wurde nun nur mehr mit 3 Türen angeboten.
1950 gab es nur wenige Änderungen: Die vorderen Blinkleuchten unter den Scheinwerfern erhielten verchromte Rahmen, die Rücklichter standen waagerecht anstatt senkrecht und das Cockpit wurde überarbeitet. Neu war ein Hardtop-Coupé mit dem Namen Monterey (nicht zu verwechseln mit der späteren Baureihe gleichen Namens). Zusätzlich gab es noch eine getunte Version, den Mercury 8. Sein Motor leistete 130 bhp (97 kW).
Auch 1951 beschränkten sich die Änderungen auf Fahrzeugfront. Ein neuer Kühlergrill über die gesamte Fahrzeugbreite integrierte die im Vorjahr umrahmten Blinker. Der Motor leistete bei gleichem Hubraum nun 112 bhp (84 kW).
1949–1951 wurden 905.362 Mercury gebaut. Das 1.000.000-ste Fahrzeug der Marke entstand 1950. Im selben Jahr war ein Mercury das offizielle Pace Car beim NASCAR-Rennen, 1951 gewannen Mercury-Fahrzeuge zwei dieser Rennen.
Ab 1952 erhielten die Mercury-Wagen Modellnamen; das einfachere Modell hieß Custom, das luxuriösere Monterey.

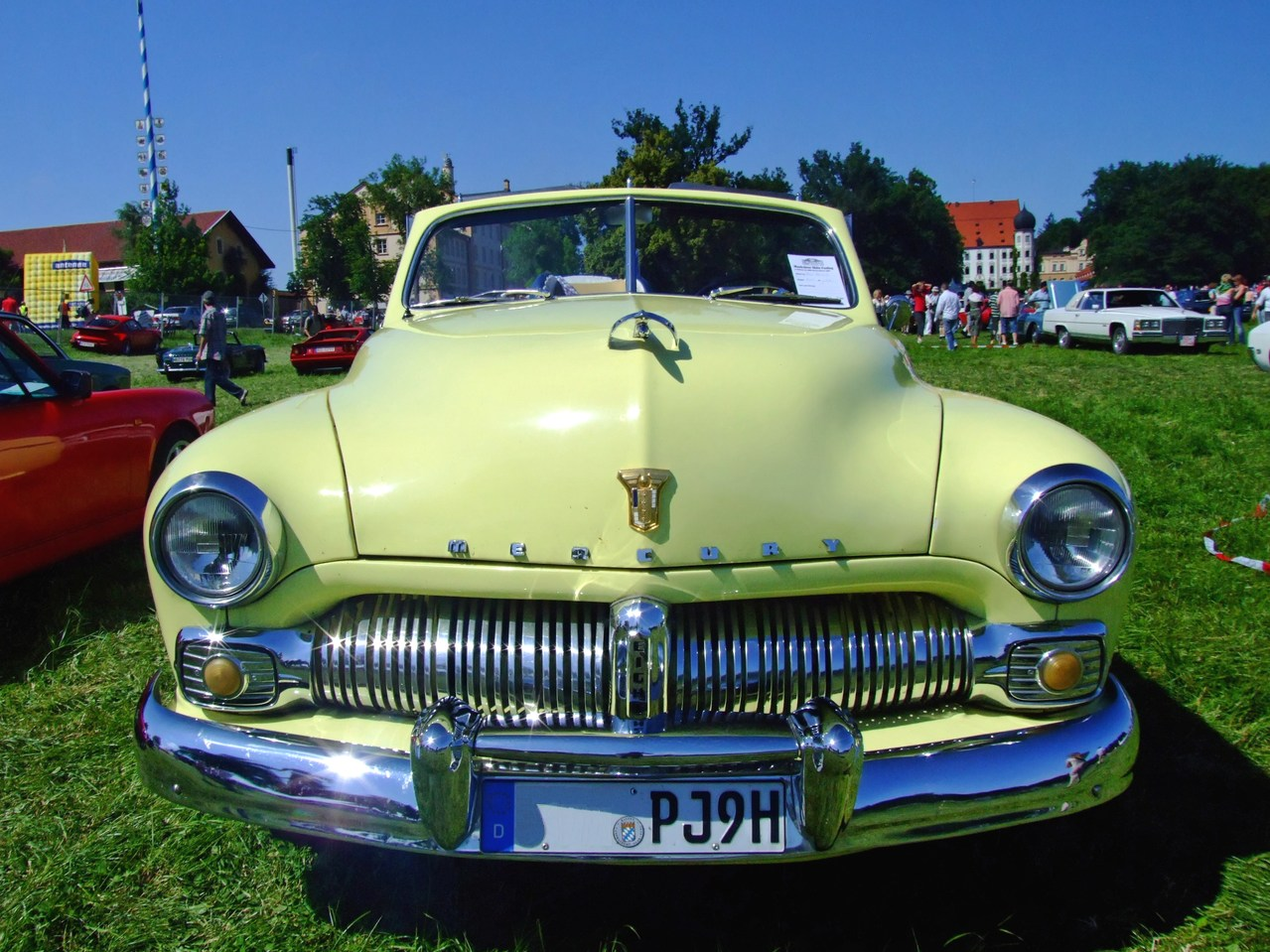
Mercury 8 Serie 0CM

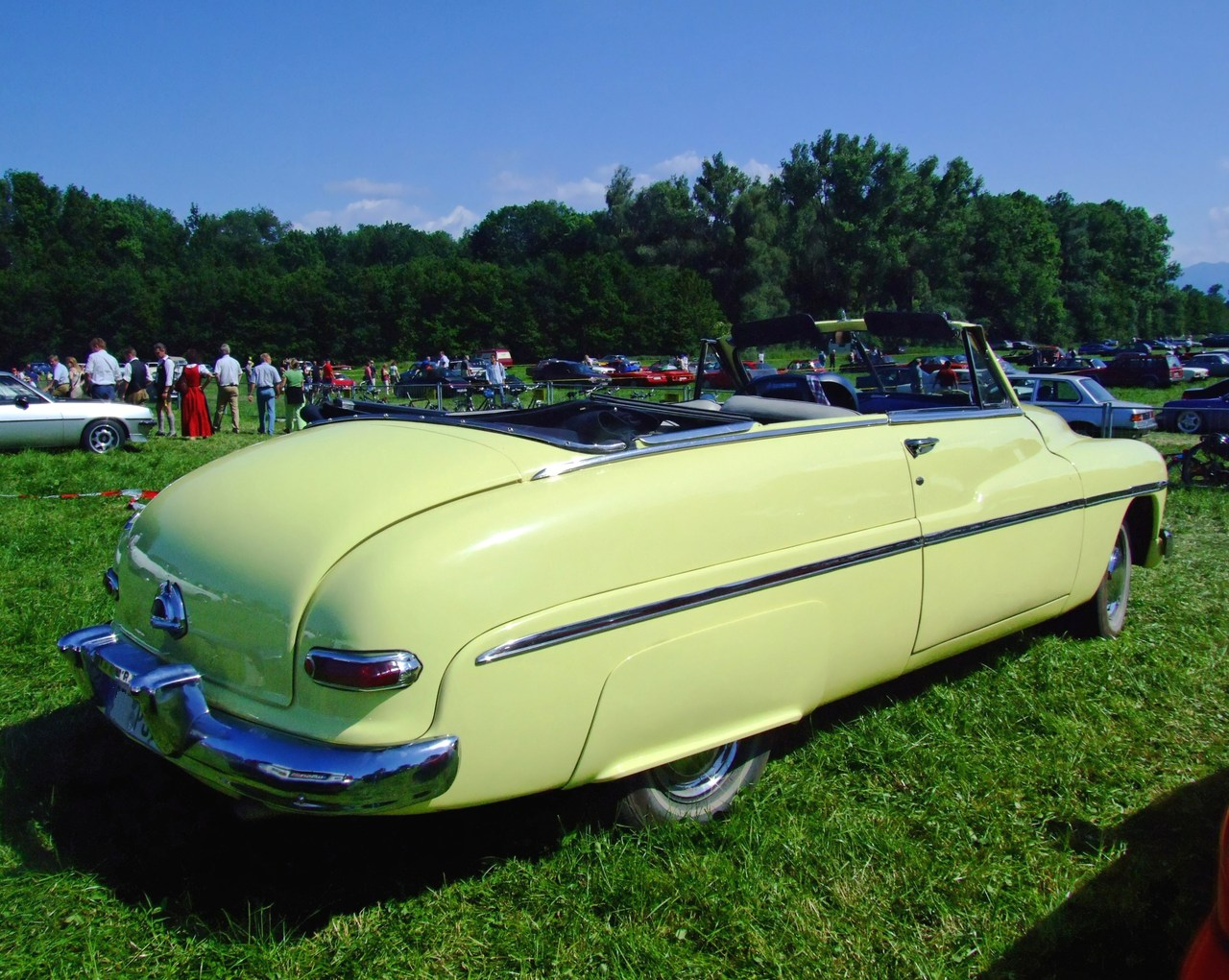
Mercury 8 Serie 0CM